# Công thức nấu ăn
Công thức nấu ăn là một danh sách các hướng dẫn cho thấy làm thế nào để chuẩn bị và chế biến một món ăn.

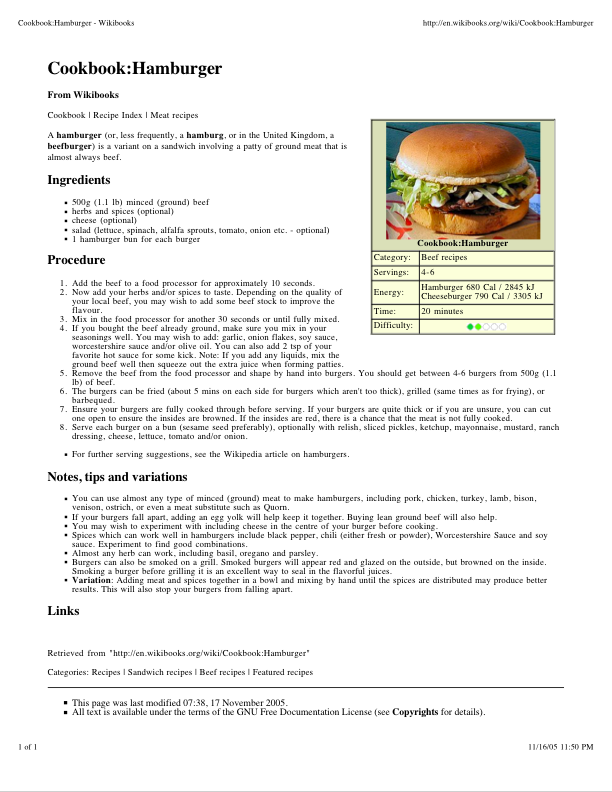
Công thức làm Hamburger

Công thức nấu ăn hiện đại thường có một số bộ phận:
- Tên của món ăn được thực hiện
- Thời gian để thực hiện
- Các thành phần cần thiết cùng với số lượng
- Các thiết bị cần thiết
- Một danh sách các bước cần thực hiện như: sơ chế, nấu, trình bày,...
- Số lượng người cho một phần ăn

Công thức nấu ăn từ thời kỳ trước đây thường bao gồm ít thông tin hơn.Công thức nấu ăn cũ thường chỉ nhắc tới các thành phần cần thiết.

## Lịch sử

### Cổ đại
Các công thức nấu ăn đầu tiên được biết đến từ năm 1600 trước công nguyên ở phía Nam Babylon. Người Ai Cập cổ đại cũng đã sơn chữ tượng hình để hướng dẫn chuẩn bị thức ăn . Nhiều công thức nấu ăn cũng được biết đến từ thời Hy Lạp cổ đại. Sách dạy nấu ăn của Mithaecus là một trong các tài liệu cổ nhất, nhưng hầu hết đã bị thất lạc. Athenaios ở thế kỉ thứ 3 đã trích dẫn một trong những công thức ngắn trong cuốn Deipnosophistae của mình. Các công thức nấu ăn La Mã được biết đến với một số người trong số họ bắt đầu từ thế kỷ thứ 2 trước Công nguyên qua cuốn Cato the Elder De Agri Cultura. Nhiều tác giả khác của thời kỳ này giải thích việc nấu ăn ở phía đông Địa Trung Hải bằng tiếng Hy Lạp và tiếng Latinh.

### Thời Trung cổ
Vua Richard II của Anh yêu cầu một người nào đó làm cho một cuốn sách công thức được gọi là "Forme of Cury"trong năm 1390.. Khoảng thời gian này, một cuốn sách khác đã được xuất bản mang tên "Curye on Inglish" . Cả hai cuốn sách cung cấp cho một ý tưởng về cách thức ăn đã được nấu và phục vụ trong các lớp cao quý của nước Anh tại thời điểm đó.
Nhiều cuốn sách nấu ăn đã xuất hiện vào khoảng năm 1400, mô tả các công thức nấu ăn của thời gian đó. Nhiều trong số này  cung cấp thông tin rất tốt và ghi lại việc khám phá ra nhiều của các loại thảo mộc và gia vị như rau mùi, rau mùi tây, húng quế, hương thảo. Nhiều trong số các loại thảo mộc và gia vị đã được mang về từ cuộc thập tự chinh.
Trong những năm 1500 và những năm 1600, những ngôi nhà lớn thường cố gắng để thi đua với nhau và nhiều sách đã được viết về việc làm thế nào để quản lý gia đinh và chuẩn bị thức ăn. Tại Hà Lan  và Anh, các gia đình quý tộc cạnh tranh để xem ai có thể chế biến các loại thực phẩm một cách tuyệt vời nhất.
Vào những năm 1660, nấu ăn đã được xem như một tác phẩm nghệ thuật và đầu bếp giỏi được tất cả mọi người chào đón. Nhiều người trong số họ xuất bản cuốn sách của riêng của họ để giải thích công thức nấu ăn của mình, trong cuộc cạnh tranh với các đối thủ của họ. Nhiều cuốn sách này đã được dịch và có thể được tìm thấy trực tuyến.

### Cận đại đến nay
Đến năm 1800, nấu ăn đã trở thành một sở thích trên toàn thế giới. Sử dụng công nghệ mới nhất và sử dụng một ý tưởng xuất bản mới, Isabella Mary Beeton (1836 - 1865) xuất bản cuốn Book of Household Management’ nổi tiếng của cô hai kỳ một tháng từ giữa năm 1857 và 1861. Cùng một khoảng thời gian đó các đầu bếp Mỹ Fannie Farmer (1857 - 1915) đã xuất bản cuốn sách ‘The Boston Cooking School Cookbook’ vào năm 1896 trong đó có 1.849 công thức nấu ăn.
Đến giữa năm 1900, đã có hàng ngàn cuốn sách công thức. Các cuộc cách mạng tiếp theo dẫn đến tới việc giới thiệu của các đầu bếp truyền hình. Các đầu bếp truyền hình đầu tiên ở Anh là Fanny Craddock, có phần diễn của cô trên đài BBC. Sau đó, có các đầu bếp khác như Graham Kerr (được gọi là Galloping Gourmet). Chương trình truyền hình nấu ăn mang lại các công thức nấu ăn của đầu bếp cho những đối tượng muốn thử cách thức mới để nấu. Trong những ngày đầu, các công thức nấu ăn đã có sẵn qua đường bưu điện từ BBC và sau đó với sự ra đời của các văn bản CEEFAX trên hệ thống màn hình, chúng trở nên có sẵn trên truyền hình. Các công ty mới của Channel 4 và S4C cũng mang lại công thức nấu ăn truyền hình với hệ thống văn bản riêng của họ gọi là ORACLE. Ngày nay,truyền hình vẫn là một nguồn chính cung cấp công thức nấu ăn, với các đầu bếp trên toàn thế giới như Jamie Oliver, Gordon Ramsay, Nigella Lawson và Rachael Ray, họ đều có chương trình truyền hình và các trang web cung cấp chi tiết tất cả các công thức nấu ăn của họ.